# 地上の楽園 (久石譲のアルバム)
『地上の楽園』（ちじょうのらくえん）は、久石譲の8thアルバム。1994年7月27日にパイオニアLDCから発売された。

## 背景・制作
- 1992年に発売されたアルバム『My Lost City』[2]以来約2年ぶりとなるアルバムで[3]、レコーディングに、ビル・ブルーフォードやビル・ネルソン、デヴィッド・クロスが参加している。

## 批評
| 専門評論家によるレビュー | 専門評論家によるレビュー |
| レビュー・スコア         | レビュー・スコア         |
| 出典                     | 評価                     |
| ------------------------ | ------------------------ |
| CDジャーナル             | 肯定的                   |

CDジャーナルは、「洗練された都会派ポップスとしてのテイストもたっぷりと含んだ、クオリティの高いスタンダードなシティポップ・サウンドとして仕上げている。お洒落な作品だ。」と肯定的に評価している。

## 収録曲
| 全作曲: 久石譲、全編曲: 久石譲、ストリングスアレンジ: Nick Ingman（#11のみ）。 |                                 |                                    |            |      |
| #                                                                              | タイトル                        | 作詞                               | 作曲・編曲 | 時間 |
| 1.                                                                             | 「The Dawn」                    | Tim Jensen                         | 久石譲     | 4:57 |
| 2.                                                                             | 「She's Dead」                  |                                    | 久石譲     | 6:26 |
| 3.                                                                             | 「さくらが咲いたよ」            | 宝野アリカ                         | 久石譲     | 4:34 |
| 4.                                                                             | 「HOPE」                        | Bill Nelson                        | 久石譲     | 5:23 |
| 5.                                                                             | 「MIRAGE」                      |                                    | 久石譲     | 4:55 |
| 6.                                                                             | 「季節風 (Mistral)」            | Ros Swan                           | 久石譲     | 4:57 |
| 7.                                                                             | 「GRANADA」                     |                                    | 久石譲     | 4:59 |
| 8.                                                                             | 「THE WALTZ (For World's End)」 |                                    | 久石譲     | 3:50 |
| 9.                                                                             | 「Lost Paradise」               | 久石譲 並河祥太                    | 久石譲     | 7:52 |
| 10.                                                                            | 「Labyrinth of Eden」           |                                    | 久石譲     | 4:09 |
| 11.                                                                            | 「ぴあの (English Version)」    | - 松本隆 - Translation: Tim Jensen | 久石譲     | 4:06 |
| 合計時間:                                                                      | 合計時間:                       | 合計時間:                          | 56:08      |      |

## 楽曲解説
1. The Dawn
2. She's Dead
3. さくらが咲いたよ
  - 久石の実娘である麻衣が、2006年にiTunes Store限定シングルとしてカバー[4]。
4. HOPE
5. MIRAGE
6. 季節風 (Mistral)
7. GRANADA
8. THE WALTZ (For World's End)
  - 1994年に公開された映画『女ざかり』[5]の挿入曲。
9. Lost Paradise
10. Labyrinth of Eden
  - 1994年8月10日に、純名里沙 & JOE'S PROJECT名義で発売されたシングル「ぴあの」のカップリング曲としてシングルカットされた[6]。
11. ぴあの (English Version)
  - 1994年6月1日に、JOE'S PROJECT名義で発売されたシングル[7]の英語詞バージョン。

## 参加ミュージシャン
- Iain Ballamy
- Bill Bruford
- Hugh Burns
- David Cross
- Lance Ellington
- Motoya Hamaguchi
- Mitsuo Ikeda
- Rap Jonzi
- Michael Mondesir
- Bill Nelson
- Tessa Niles
- Jackie Sheridan
- Kenji Takamizu
- The London Session Orchestra
- Gavyn Wright

## 使用機材
- 出典[8]

### マスターキーボード
- AKAI MX76

### ミュージックシーケンサー
- Macintosh Quadra 610 Vision Ver 2.02

### 音源
- Fairlight SERIES III
- SEQUENTIAL CIRCUITS Prophet-5
- YAMAHA DX7
- YAMAHA DX7 II FD
- MIDI MINI
- KORG i2
- KORG WAVESTATION SR
- KORG M1R
- KURZWEIL K1000
- KURTZWEIL K1000PX Plus
- E-MU Proformance
- YAMAHA TX81Z